# Ондіріс (Уаліхановський район)
Онді́ріс (каз. Өндіріс) — село у складі Уаліхановського району Північноказахстанської області Казахстану. Входить до складу Бідайицького сільського округу, раніше було центром ліквідованої Ундіріської сільської ради.
Населення — 325 осіб (2021; 472 у 2009, 788 у 1999, 864 у 1989).
Національний склад станом на 1989 рік:
- казахи — 100 %.

Колишня назва — Ундіріс.